# فراسيون كروي نويع اللبناني
الفراسيون الكروي نويع اللبناني (باللاتينية: Marrubium globosum subsp. libanoticum) أو الفراسيون الحرموني (باللاتينية: Marrubium hermonis Boiss.) نويع نباتي من نوع الفراسيون الكروي من جنس الفراسيون يتبع الفصيلة الشفوية.

## الموئل والانتشار
موطنه بلاد الشام.

## مرادفات للاسم العلمي
- (باللاتينية: Marrubium hermonis Boiss.)